# Juillac-le-Coq
Juillac-le-Coq är en kommun i departementet Charente i regionen Nouvelle-Aquitaine i västra Frankrike. Kommunen ligger  i kantonen Segonzac som ligger i arrondissementet Cognac. År 2022 hade Juillac-le-Coq 655 invånare.

## Befolkningsutveckling
Antalet invånare i kommunen Juillac-le-Coq
Referens:INSEE